# Estadio Parque Erick Barrondo
Estadio Parque Erick Barrondo – wielofunkcyjny stadion sportowy w stołecznym mieście Gwatemala, w departamencie Gwatemala. Jest używany głównie do rozgrywania spotkań piłki nożnej, rugby i futbolu amerykańskiego. Obiekt może pomieścić 13 500 widzów.
Obiekt jest częścią rekreacyjno-sportowego parku miejskiego Parque Erick Barrondo. Został otwarty w 1987 roku za kadencji prezydenta Marco Cerezo. Podczas prezydentury Óscara Bergera infrastruktura parkowa została znacząco rozbudowana – powstały sale gimnastyczne, boiska do piłki nożnej siedmio− i jedenastoosobowej, baseballu i inne, lecz zdołano zrealizować tylko część planowanych inwestycji.
Stadion jest całkowicie otoczony trybunami, z których jedna jest kryta. Dysponuje m.in. betonową bieżnią lekkoatletyczną i siłownią, a w jego pobliżu znajduje się parking. Jest administrowany przez gwatemalskie Ministerstwo Kultury i Sportu, a korzystają z niego głównie stołeczne szkółki sportowe różnych dyscyplin oraz mieszkańcy miasta. Służy do celów rekreacyjnych i nie rozgrywa na nim meczów żaden profesjonalny klub sportowy.
W latach 1987–2012 park i stadion nosiły nazwę La Democracia. W listopadzie 2012 zostały przemianowane na cześć lekkoatlety Ericka Barrondo, pierwszego gwatemalskiego sportowca, który zdobył medal na igrzyskach olimpijskich.